# Sigrid Onégin
Sigrid Onégin (född Hoffmann), född 1 juni 1889 i Stockholm, död 16 juni 1943, var en fransk-tysk operasångerska, mezzosopran.
Sigrid Hoffmann föddes i Stockholm av en tysk far och en fransk mor och studerade bland annat för Eugen Robert Weiss och di Ranieri. Hon började sin bana som konsertsångernska men övergick senare huvudsakligen till operascenen och uppträdde i såväl gamla som nya världen och vann stora framgångar genom sin omfångsrika, varma röst och djupa musikalitet. 

## Biografi
Sigrid Onégins tyska far hette Hoffman gift med en fransyska. Hon döptes till Sigrid Elisabeth Elfriede Emilie Hoffman. Hon växte upp i Wiesbaden och påbörjade sin sångutbildning där. 1905 fortsatte Onégin i Frankfurt, sedan i München under Eugen Robert Weiss och därefter under Di Ranieri i Milano. 1911 debuterade hon som konsertsångerska. Året därpå sjöng hon Carmen på operan i Stuttgart och stannade vid den operan till 1919. Mellan 1919 och 1922 sjöng Onégin på Münchens stadsopera under namnet Lilly Hoffmann.